# Oberiberg
Oberiberg é uma comuna da Suíça, no Cantão Schwyz, com cerca de 728 habitantes. Estende-se por uma área de 32,9 km², de densidade populacional de 22 hab/km². Confina com as seguintes comunas: Alpthal, Einsiedeln, Illgau, Muotathal, Svitto (Schwyz), Unteriberg.
A língua oficial nesta comuna é o Alemão.